# 褐翅青灰蝶
褐翅青灰蝶（学名：Tajuria caerulea），又名天藍雙尾灰蝶、褐底青小灰蝶、青灰蝶、淺黃小灰蝶，为灰蝶科雙尾灰蝶屬下的一个种。

## 描述
本種為中小型灰蝶，具雌雄二型性。體背為褐色或灰藍色，腹面帶乳黃色或泛黃褐。頭部有毛，頭頂褐混白色，額中央具深褐斑，複眼具白色輪緣且表面光滑，觸角褐色帶白環，下唇鬚前伸，第三節細小、白色，背面有深褐帶紋。足為白色帶深褐條紋，雄蝶前足跗節癒合末端鈍，雌蝶不癒合。
前翅長18-20 mm，呈三角形，前緣弧形；後翅卵形，臀區具角狀葉突，CuA1、CuA2與1A+2A脈末端皆具尾突。翅背面為深或黑褐色，前後翅後半部有金屬光澤的藍斑，雌蝶藍斑較大。翅腹面為淺黃褐色，前翅有斜直白線，後翅為W形白線，皆鑲橙邊；外緣有模糊暗帶，亞外緣另有淡褐帶紋。後翅CuA1室具黑斑，帶橙弦月紋，臀區有黑色葉突，帶橙紋與藍鱗。緣毛為白或褐色。

## 分佈
為臺灣特有種，分布於本島低至中海拔山區。

## 棲地
棲息於常綠闊葉林，一年多代，成蝶常活動於樹冠層。寄主植物包括忍冬葉桑寄生、李棟山桑寄生、杜鵑桑寄生及蓮華池寄生等桑寄生科植物。